# Рико Уеки
Рико Уеки (јап. 植木 理子; 30. јул 1999) јапанска је фудбалерка.

## Репрезентација
За репрезентацију Јапана дебитовала је 2019. године. За тај тим одиграла је 3 утакмице.

## Статистика
| Јапан  | Јапан | Јапан |
| Год.   | Ута.  | Гол.  |
| ------ | ----- | ----- |
| 2019   | 3     | 0     |
| 2020   | 2     | 0     |
| 2021   | 1     | 0     |
| 2022   | 11    | 8     |
| 2023   | 7     | 2     |
| Укупно | 24    | 10    |